# Peraleda de San Román
Peraleda de San Román (extremadurai nyelven Peralea de san Román) település Spanyolországban, Cáceres tartományban. Peraleda de San Román El Gordo, Berrocalejo, Valdelacasa de Tajo, Garvín, Castañar de Ibor és Bohonal de Ibor községekkel határos. Lakosainak száma 277 fő (2024).

## Népesség
A település népessége az elmúlt években az alábbi módon változott:
| Lakosok száma | 405  | 361  | 342  | 294  | 286  | 316  | 291  | 310  | 297  | 277  |
|               | 2001 | 2004 | 2006 | 2009 | 2011 | 2014 | 2016 | 2019 | 2021 | 2024 |